# Nunca te puedo alcanzar
Nunca te puedo alcanzar es el octavo álbum de David Lebón, lanzado en 1987 por CBS.
La banda que acompañó a Lebón para este disco estaba compuesta por Didi Gutman, Daniel Colombres y Pablo Santos, siendo su último trabajo para la multinacional CBS.
El álbum guarda similitudes con el pop rock de "7 x 7", aunque algo más volcado hacia el blues.
Fue lanzado en CD en 1992, incluido en el compilado "Suéltate rock and roll", que combinaba este álbum con el mencionado "7 x 7" en un solo disco.

## Lista de temas
Lado A
1. Todo en nosotros cambia
2. Dame LA en RE
3. Si pudiera ver el todo
4. En mi vida
5. Cambia pronto

Lado B
1. Cuando puedas solo
2. Creo que me suelto
3. Nunca te puedo alcanzar
4. Hammond Blues